# Carl Adams
Pour les articles homonymes, voir Adams.
Karl Adams (né à 1811 à Merscheid et décédé le 14 novembre 1849 à Winterthour) était un mathématicien et professeur suisse spécialisé en géométrie synthétique.

## Publications
- (de) Carl Adams, Die Lehre von den Transversalen in ihrer Anwendung auf die Planimetrie, 1843
- (de) Carl Adams, Die harmonischen Verhältnisse : Ein Beitrag zur neueren Geometrie, 1845
- Die merkwürdigen Eigenschaften des geradlinigen Dreiecks, 1846
- Das Malfattische Problem, 1846 et 1848, sur les cercles de Malfatti
- Geometrische Aufgaben mit besonderer Rücksicht auf geometrische ConstruCtion, 1847 et 1849